# Józef Jagielski (komunista)
Józef Jagielski (ur. 20 września 1901 w Łowiczu, zm. 23 września 1972 w Łodzi) – działacz Komunistycznej Partii Polski, związków zawodowych i Polskiej Partii Robotniczej, żołnierz Gwardii Ludowej, funkcjonariusz Ministerstwa Bezpieczeństwa Publicznego i Milicji Obywatelskiej.

## Życiorys
Skończył 3 klasy szkoły podstawowej, w 1920 odbył służbę wojskową, a od 1926 pracował w łódzkim przedsiębiorstwie kanalizacyjnym; w tym czasie rozpoczął działalność w KPP i w Centralnym Związku Robotników Budowlanych w Polsce. Współorganizator wielu strajków. W latach 1927–1938 był delegatem robotników kanalizacji. Wiosną 1938 został aresztowany i na 9 miesięcy osadzony w obozie w Berezie Kartuskiej.
W czasie okupacji od 1940 działał w łódzkich grupach sabotażowych, które w 1941 połączyły się w Komitet Sabotażowy do Walki z Hitleryzmem, który z kolei został przemianowany na Front Walki Za Naszą i Waszą Wolność. Od maja 1942 członek Komitetu Dzielnicowego (KD) PPR Górna-Prawa i Komitetu Okręgowego (KO) PPR. Dowódca GL dla dzielnic Górna-Prawa-Chojny i Ruda. Członek Sztabu Okręgu GL i specgrupy przy Sztabie Obwodu GL w Łodzi. 23 kwietnia 1943 został aresztowany podczas ogólnej „wsypy” w łódzkiej PPR i po kilku tygodniach śledztwa wywieziony do obozu Mauthausen-Gusen, a później do obozu Loibl Pass na granicy austriacko-jugosłowiańskiej. Działacz obozowego Komitetu Ruchu Oporu. 4 maja 1945 został uwolniony wraz z innymi więźniami przez jugosłowiańskich partyzantów, po czym walczył w Jugosławii w oddziale partyzanckim im. „Starego” (nazwanym tak na cześć Marcelego Nowotki). W czerwcu 1945 wrócił do Polski i wstąpił do WUBP, a następnie do Komendy Miejskiej MO w Łodzi.
Był odznaczony m.in. Krzyżem Oficerskim Orderu Odrodzenia Polski.